# أمازون سيلك
أمازون سيلك هو متصفح ويب تم تطويره بواسطة شركة أمازون. تم إطلاقه في نوفمبر 2011 لهاتف كيندل فاير، وتم إطلاق إصدار أمازون فاير تي في في نوفمبر 2017.  تم الإعلان عن إضافة مُصطلح Silk في حدث أمازون إيكو شو [الإنجليزية] في سبتمبر 2018.

## تَسمية
تقول أمازون «إن تسميتهُ خيط الحرير لأن لهُ اتصال غير مرئي ولكنه قوي بشكل لا يصدق بين شيئين مختلفين»، وبالتالي يطلق على متصفح تسمية أمازون سيلك لأنه الاتصال بين كيندل فاير وخوادم EC2 من شركة أمازون.

## عيوب
في 26 يوليو 2016، أفيد أن المُتصفح كان يمنع الوصول إلى جوجل عَبر بروتوكول بروتوكول نقل النص الفائق الآمن، ولكن تم إصلاح هذا الخطأ في البرنامج على الفور.

### جَدَل
أعربت بعض منظمات الخصوصية عن مخاوفها من أن الطريقة التي تنقل بها حركة المرور إلى خوادم المتصفح قد تعمل في الواقع كمزود خدمة إنترنت لأولئك الذين يستخدمون المتصفح، مما يعني أنه يتم الاحتفاظ تخزين تلك البيانات.
يحتوي المُتصفح على خيار لإيقاف تشغيل المعالجة من جانب خوادم شركة أمازون بحيث يمكن للمستخدمين تعطيلها إذا لم يرغبوا في استخدام هذه الطريقة.

## مُميزات
يتميز متصفح الامازون بالإعتماد على خدمات تخزين الملفات المقدمة من امازون، فالمتصفح يقوم بجلب ملفات الموقع بعد ان يتم تخزينها في سيرفرات امازون ومن ثم يتم عرض الملفات المهمة في المتصفح في جهاز المستخدم، وبذلك يتم تسريع عملية التصفح بجلب فقط ما يهم المستخدم للمتصفح من دون الحاجة لأن يقوم المتصفح نفسه بعمل كل هذه الخطوات.

### تَصريحات الشركة عن مميزاتهُ
ذكرت أمازون خلال مؤتمرها أن المتصفح الجديد يقتسم الجهد على الخدمة السحابية والاجهزة اللوحية.